# Brynn King
Brynn King (* 22. August 2000) ist eine US-amerikanische Leichtathletin, die sich auf den Stabhochsprung spezialisiert hat.

## Sportliche Laufbahn
Brynn King wuchs in Texas auf und begann ein Studium an der Duke University, ehe sie an die Roberts Wesleyan University wechselte. 2024 nahm sie an den Olympischen Sommerspielen in Paris teil und schied dort mit übersprungenen 4,40 m in der Qualifikationsrunde aus.